# Emii
Emii（エミィ、1989年1月1日 - ）は、日本のシンガーソングライター、女優。

## 略歴
14歳で渡米、高校に進学した後、バークリー音楽大学を卒業。
2015年、プロ野球「福岡ソフトバンクホークス」、プロバスケットボール「群馬クレインサンダーズ」の公式戦にて国歌独唱。
2015年7月から安中市観光大使に就任。
2016年より「伊香保おもちゃと人形自動車博物館」PR大使、安中市観光大使、群馬観光特使に就任。
2020年5月、安中市にマスクを1万枚寄贈。
2020年12月5日、出演したまち映画「ライズ＆シャトル」の舞台である安中市での初上映会で、担当した主題歌をミニライブで披露。
2021年11月9日～14日 15回国際シン・インディア キッズ フィルム フェスティバルでまち映画「ライズ＆シャトル」の主題歌「Rise」でベストテーマソング 賞を受賞
2022年1月7日、ラジオ高崎「Very Merry Emii」を2022年3月26日の放送で終了することを発表。
2023年8月12日、YouTube Emii Official Channelでのライブ配信中に、2023年10月15日開催のライブ「Emii Last Concert in NAMIKI」を持って引退することを発表。

## ディスコグラフィー
| リリース       | タイトル                  | 備考             |
| -------------- | ------------------------- | ---------------- |
| 2013年         | Juke Box                  | アルバム         |
| 2014年         | I’ll Be There             | アルバム         |
| 2014年         | A Wish for This Christmas | アルバム         |
| 2015年         | Our Story                 | アルバム         |
| 2016年         | あなたへ                  | アルバム         |
| 2017年         | GO GO LET’S GO            | 期間限定シングル |
| 2017年11月8日  | Covers                    | アルバム         |
| 2018年11月14日 | ∞+5=’13                   | アルバム         |

## 出演

### ラジオ
- Very Merry Emii（ラジオ高崎、2014年10月5日[11] - 2022年3月26日）。

### 映画
- まち映画 ライズ＆シャトル（2020年） - 主人公の母親 役[12]